# Conferência de Constantinopla

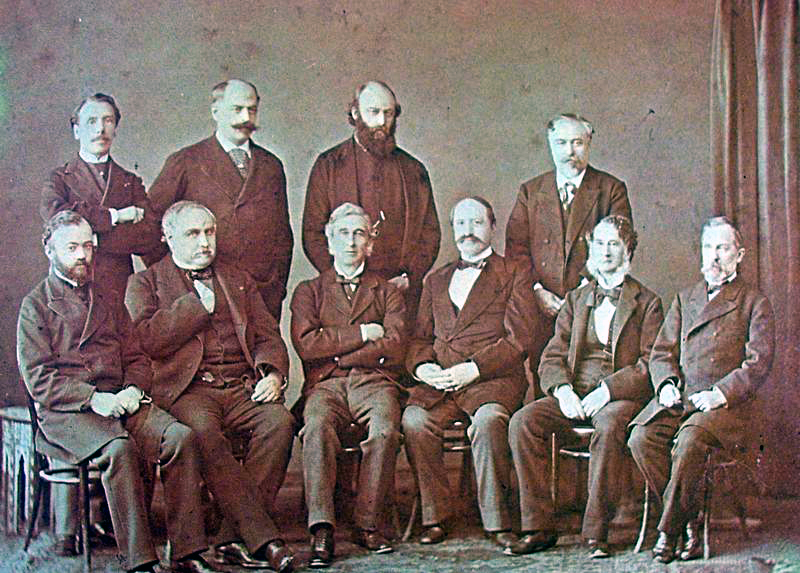
Os delegados da Conferência.

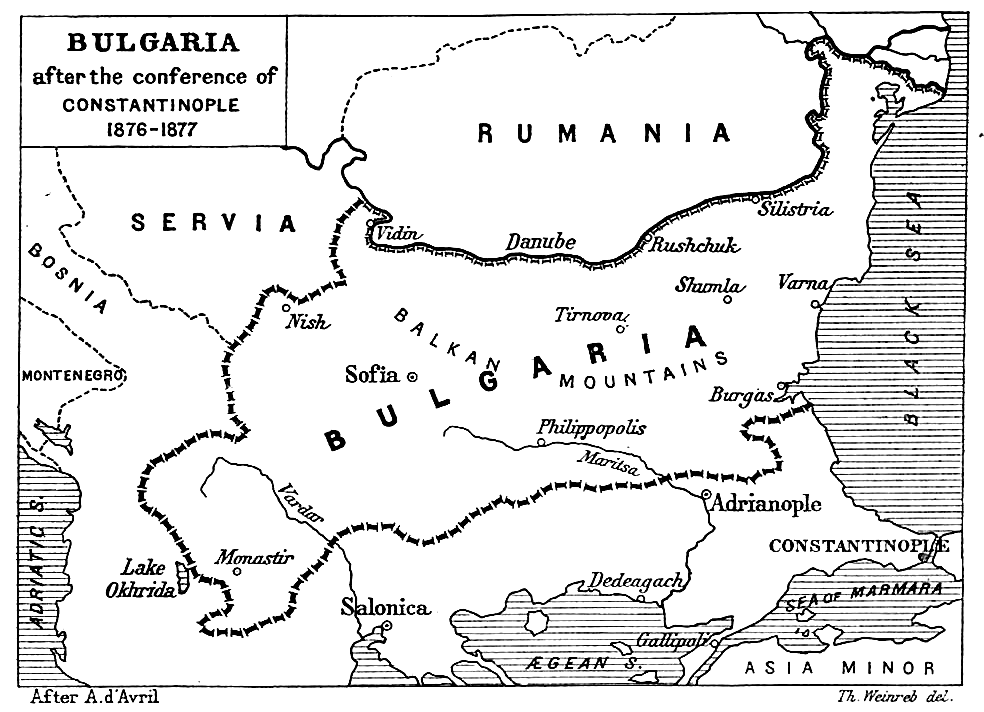
Bulgária de acordo com a Conferência de Constantinopla.

A Conferência de Constantinopla das Grandes potências (Grã-Bretanha, Rússia, França, Alemanha, Áustria-Hungria e Itália) foi realizada em Istambul (Constantinopla) a partir de 23 de dezembro de 1876 até 20 de janeiro de 1877. Após a Revolta Herzegovina, que começou em 1875 e a revolta da Bulgária em Abril de 1876, as Grandes potências chegaram a acordo sobre um projeto de reformas políticas, tanto na Bósnia, e nos territórios otomanos com a maioria da população búlgara.
Ao rejeitar a decisão das Grandes potências, a Turquia foi privada de apoio político e militar do Ocidente na próxima Guerra russo-turca de 1877–1878, ao contrário da anterior Guerra da Crimeia.

## Participantes
- Reino Unido da Grã-Bretanha e Irlanda:
  - Lord Salisbury e Sir Henry Elliot.

- Império Russo:
  - Conde Nikolay Ignatyev (ortografia histórica Nicolai Ignatieff).

- França:
  - Conde Jean-Baptiste de Chaudordy e Conde François de Bourgoing.

- Império Alemão:
  - Barão Karl von Werther.

- Império Austro-Húngaro:
  - Barão Heinrich von Calice e Conde Ferenc Zichy.

- Reino de Itália:
  - Conte Luigi (Lodovico) Corti.